# 村井邦彦
村井 邦彦（むらい くにひこ、1945年〈昭和20年〉3月4日 - ）は、日本の作曲家、音楽プロデューサー。アルファレコード（現在のソニー・ミュージックパブリッシング、およびソニー・ミュージックレーベルズ）創立者。
ザ・テンプターズ、ザ・モップス、ザ・タイガース、ピーター、赤い鳥、辺見マリ、トワ・エ・モワ、ヴィッキーらのヒット曲で知られている。代表曲には「エメラルドの伝説」「夜と朝のあいだに」「廃墟の鳩」「朝まで待てない」「経験」「翼をください」「虹と雪のバラード」などがある。
アメリカ合衆国・ロサンゼルス在住。居住するロサンゼルスの小学校の合唱団が「翼をください」を歌うのを聴いて涙が止まらなかったのは、加齢により涙もろくなった所為かも知れないと村井は書いている。
息子のヒロ・ムライはアメリカで活躍する映像作家、映画監督で、2018年のグラミー賞最優秀ミュージック・ビデオを受賞した。

## 人物
建築家の村井正雄と美弥子の子として生まれる。父親は日本大学旧工学部（現日本大学理工学部）で航空工学を学び、海軍機関学校を経て技術将校として飛行機部品を担当していた元航空技術者だった。暁星小学校、暁星中学校・高等学校を経て、慶應義塾大学法学部政治学科に進学し、在学中は学生ビッグバンドサークル「ライトミュージックソサエティ」に所属した。大学3年時に、東京都港区赤坂でレコード店「ドレミ商会」を開店した。1966年に大学を卒業し、グループ・サウンズ全盛期の1967年にヴイッキー・レアンドロスへ『待ちくたびれた日曜日』を提供して作曲家となり、1968年にテンプターズへヒット曲『エメラルドの伝説』を提供し、ピーターに「夜と朝の間に」、辺見マリに「経験」、赤い鳥に「翼をください」、トワ・エ・モワに「虹と雪のバラード」を提供した。
1969年にパリ・バークレー音楽出版社と契約して「マイ・ウェイ」などの日本国内における版権を獲得し、音楽出版社アルファ・ミュージックを設立する。1970年に川添象郎、ミッキー・カーチス、内田裕也、木村英樹と共に音楽レーベル『マッシュルーム』を創立する。
1972年にスタジオA及びアルファ&アソシエイツを設立し、1977年に川添象郎とともにアルファレコードを設立した。
自身がプロデューサーとなり、従来ポップス曲を提供する裏方として作家活動を主体としていた荒井由実をシンガーソングライターとしてデビューさせた。ティン・パン・アレーを見い出して、アーティストのレコーディングの際にスタジオミュージシャンとして起用した。1970年代末から1980年代前半にかけて、イエロー・マジック・オーケストラのアルバムを発売した。事業の海外進出を期に、1992年に活動の拠点をアメリカに移した。
作曲は東海林修に学んだところが多いと語る。映画音楽が好きでミシェル・ルグランに私淑する。『座頭市御用旅』など勝プロ作品の音楽監督などを経て、1977年に『悪魔の手毬唄』で音楽監督を務めた。市川崑監督『火の鳥』で映画プロデューサーを初めて手掛け、ルグランに主題曲の作曲を依頼した。音楽監督は深町純が務めた。発明家の上野隆司とヴィラスミュージックを立ち上げ、村井は代表取締役会長を務める。
1969年に自ら唄い発売したシングル曲「朝・昼・夜」は、当時、「（特にラジオで放送すると）作品中の天気予報の部分が、実際の天気予報と紛らわしい」とされ、日本民間放送連盟（民放連）から要注意歌謡曲指定を受けているが、該当部分を除けば放送可能である。

## 音楽作品
あ行
- 愛の伝説（歌：ザ・フィンガーズ）
- 朝に別れのほほえみを（歌：ザ・タイガース）
- 朝まで待てない（歌：ザ・モップス）
- あのこの心はボクのもの（歌:ビッグ・マンモス）
- 或る日突然（歌：トワ・エ・モワ）
- イカルスの星（歌：ザ・ラヴ、編曲のみ）
- イマジネイション（歌：ザ・リリーズ）
- 失われたもの達（歌：ROW）
- 美しい愛の悲しみ（歌：江田聖明とザ・ブレイズ）
- 美しき愛の掟（歌：ザ・タイガース）
- 美しい星（赤い鳥、森山良子、ベッツィ&クリス、天地真理、など）
- 栄光の朝（歌：フィフィ・ザ・フリー）
- エイジズ・オブ・ロック・アンド・ロール（歌：ハイ・ファイ・セット）
- エメラルドの伝説（歌：ザ・テンプターズ）

か行
- 美しすぎて（歌：GARO）
- 風は知らない（歌：ザ・タイガース）
- 髪がゆれている（歌：久美かおり）
- 君を許す/ラヴ・ラヴ・ラヴ（歌：ザ・タイガース）
- 旧約聖書（歌：アダムス）
- ギリシャの丘（歌：アダムス）
- 経験（歌：辺見マリ）
- 恋人（歌：森山良子）
- 恋人たちの森（歌：ザ・バロネッツ）
- 恋人の楽園（歌：トニーズ、ファイブ・ジャックス）

さ行
- ざんげの値打ちもない（歌：北原ミレイ）
- 幸せになるため（歌：ハイ・ファイ・セット）
- 少女へのソナタ（歌：ザ・フィンガーズ）
- 白い風を見る日（歌：ザ・ハーフ・ブリード）
- 白いサンゴ礁（歌：ズー・ニー・ヴー）
- スカイレストラン（歌：ハイ・ファイ・セット）
- すてきなクリスティーヌ（歌：ザ・フィンガーズ）
- 砂のお城（歌：アダムス）
- そりゃあないぜセニョリータ（歌：ケーシー高峰）

た行
- 太陽の剣（歌：ザ・ブルーインパルス）
- 旅立つ朝（歌：江利チエミ）
- 旅人（歌：美空ひばり）
- 小さな恋人（歌：ザ・ブルーインパルス）
- 翼をください（歌：赤い鳥）
- ドアを開けて（歌：ザ・リリーズ）

な行
- 涙のあとに微笑みを（歌：ザ・テンプターズ）
- 虹と雪のバラード（歌：トワ・エ・モワ、ジャッキー吉川とブルー・コメッツなど、札幌オリンピックテーマソング）
- 眠れる乙女（歌：アダムス）
- 野ばらの小径（歌：ザ・マイクス）

は行
- 廃虚の鳩（歌：ザ・タイガース）
- はじめての涙（歌：江田聖明とザ・ブレイズ）
- ファニーの恋人（歌：ザ・キングス）
- 星空の孤独（歌：和田アキ子、編曲のみ）
- 頬つたう涙（歌：ザ・リリーズ）

ま行
- 待ちくたびれた日曜日（歌：ヴィッキー（1967）、オックス、など）
- ミッドナイト急行（歌：アパッチ）
- ミドリ色の屋根（歌：ルネ・シマール） (en)
- メランコリー東京（歌：ザ・ブルーインパルス）

や・ら・わ行
- 夢の牧場（歌：ザ・マイクス）
- 夜行列車（歌：ザ・リリーズ）
- 夜明けに消えた恋（歌：ザ・ブルーインパルス）
- 夜と朝のあいだに（歌：ピーター）
- ララの秘密（歌：ザ・キングス）
- ランブリン・マン（歌：ザ・マイクス）
- 悪なあなた（歌：津々井まり）
- 忘れていた朝（歌：赤い鳥）

## 著書
- 村井邦彦『村井邦彦のLA日記』リットーミュージック（原著2018年10月22日）。ISBN 978-4845633050。
- 村井邦彦+吉田俊宏 (著)『モンパルナス1934』blueprint、2023.4
- 音楽を信じる　We believe in music!（2024年5月、日経BP）